# Chrysorabdia wilemani
Chrysorabdia wilemani là một loài bướm đêm thuộc phân họ Arctiinae, họ Erebidae.